# Drewnica (rodzaj)
Drewnica (Lithophane) – rodzaj motyli z rodziny sówkowatych.

## Morfologia
Motyle o krępym ciele. Stosunkowo duża głowa zaopatrzona jest w długie czułki oraz duże, nagie, otoczone rzęsami oczy złożone. Tułów ma patagia na przedtułowiu i tegule na śródtułowiu. Wierzch tułowia porastają włosowate i łopatowate łuski, spiętrzające się pośrodku lub na przedzie. Odnóża mają golenie pozbawione kolców. Skrzydła przednie są długie i wąskie, zaś tylne duże i zaokrąglone, czasem z nieco powycinanym brzegiem zewnętrznym.

## Ekologia i występowanie
Owady dorosłe drewnic pojawiają się jesienią i są stadium zimującym. Budzą się wczesną wiosną, a niekiedy jeszcze zimą. Gąsienice są fitofagami, żerującymi na drzewach i krzewach liściastych oraz krzewinkach.
Rodzaj ten występuje w krainie nearktycznej, krainie palearktycznej i na południu krainy neotropikalnej, przy czym najliczniej reprezentowany jest w pierwszej z wymienionych. Z Ameryki Północnej znanych jest 47 gatunków, z których 27 występuje w Kanadzie. Z Polski podano 6 gatunków.

## Taksonomia
Takson ten wprowadzony został w 1821 roku przez Jacoba Hübnera. Należy do niego ponad 80 opisanych gatunków:
- Lithophane abita Brou & Lafontaine, 2009
- Lithophane adipel Benjamin, 1936
- Lithophane alaina Boursin, 1957
- Lithophane amanda (Smith, 1900)
- Lithophane antennata (Walker, 1858)
- Lithophane atara (Smith, 1909)
- Lithophane baileyi Grote, 1877
- Lithophane bethunei (Grote & Robinson, 1868)
- Lithophane boogeri J.T.Troubridge, 2006
- Lithophane brachyptera (Staudinger, 1892)
- Lithophane consocia (Borkhausen, 1792) – drewnica czernica
- Lithophane contenta Grote, 1800
- Lithophane contra (Barnes & Benjamin, 1924)
- Lithophane dailekhi Hreblay & Ronkay, 1999
- Lithophane dilatocula (Smith, 1900)
- Lithophane disposita Morrison, 1874
- Lithophane fagina Morrison, 1874
- Lithophane fansipana Ronkay, Ronkay, Gyulai & Hacker, 2010
- Lithophane franclemonti Metzler, 1998
- Lithophane furcifera (Hufnagel, 1766) – drewnica widłówka
- Lithophane furiosa Hreblay & Ronkay, 1999
- Lithophane gansuana Kononenko, 2009
- Lithophane gausapata Grote, 1883
- Lithophane georgii Grote, 1875
- Lithophane glauca Hreblay & Ronkay, 1998
- Lithophane gonggashana Ronkay, Ronkay, Gyulai & Hacker, 2010
- Lithophane griseobrunnea Hreblay & Ronkay, 1999
- Lithophane grotei (Riley, 1882)
- Lithophane hemina Grote, 1879
- Lithophane holophaea Draudt, 1934
- Lithophane innominata (Smith, 1893)
- Lithophane itata (Smith, 1899)
- Lithophane jeffreyi J.T. Troubridge & Lafontaine, 2003
- Lithophane joannis Covell & Metzler 1992
- Lithophane karakorina Ronkay, Ronkay, Gyulai & Hacker, 2010
- Lithophane laceyi (Barnes & McDunnough, 1913)
- Lithophane lamda (Fabricius, 1787)
- Lithophane lanei J.T.Troubridge, 2006
- Lithophane lapidea (Hübner, [1808])
- Lithophane laticinerea Grote, 1874
- Lithophane laurentii Köhler, 1961
- Lithophane leautieri (Boisduval, 1829)
- Lithophane ledereri Staudinger, 1891
- Lithophane leeae Walsh, 2009
- Lithophane lemmeri Barnes & Benjamin, 1929
- Lithophane lepida Grote, 1878
- Lithophane longior (Smith, 1899)
- Lithophane merckii (Rambur, 1832)
- Lithophane nagaii Sugi, 1958
- Lithophane nasar (Smith, 1909)
- Lithophane oriunda Grote, 1874
- Lithophane ornitopus (Hufnagel, 1766)
- Lithophane pacifica Kononenko, 1978
- Lithophane patefacta (Walker, 1858)
- Lithophane pertorrida (McDunnough, 1942)
- Lithophane petulca Grote, 1874
- Lithophane pexata Grote, 1874
- Lithophane plumbealis (Matsumura, 1926)
- Lithophane ponderosa J.T. Troubridge & Lafontaine, 2003
- Lithophane pruena (Dyar, 1910)
- Lithophane pruinosa (Butler, 1878)
- Lithophane puella (Smith, 1900)
- Lithophane querquera Grote, 1874
- Lithophane remota Hreblay & Ronkay, 1998
- Lithophane rosinae (Püngeler, 1906)
- Lithophane scottae J.T.Troubridge, 2006
- Lithophane semibrunnea (Haworth, 1809)
- Lithophane semiusta Grote, 1874
- Lithophane signosa (Walker, 1857)
- Lithophane socia (Hufnagel, 1766) – drewnica wiązówka
- Lithophane subtilis Franclemont, 1969
- Lithophane tarda (Barnes & Benjamin, 1925)
- Lithophane tephrina Franclemont, 1969
- Lithophane tepida Grote, 1874
- Lithophane thaxteri Grote, 1874
- Lithophane thujae Webster & Thomas, 2000
- Lithophane torrida (Smith, 1899)
- Lithophane trimorpha Hreblay & Ronkay, 1997
- Lithophane unimoda (Lintner, 1878)
- Lithophane ustulata (Butler, 1878)
- Lithophane vanduzeei (Barnes, 1928)
- Lithophane venusta (Leech, 1889)
- Lithophane violascens Hreblay & Ronkay, 1999
- Lithophane viridipallens Grote, 1867